# Gringo (manga)
Gringo (グリンゴ, Guringo) is een manga van Osamu Tezuka. De strip werd van 10 augustus 1987 tot en met 25 januari 1989 uitgegeven in het Shogakukan's Big Comic tijdschrift.

## Verhaal
Het verhaal speelt zich af in 1982. Edo Shoji Corporation is een groot Japans bedrijf dat een nieuwe afdeling wil openen in het fictionele land Cannibalia. Hitoshi Himoto wordt door directeur Yabushita aangesteld als het diensthoofd van de nieuwe Zuid-Amerikaanse afdeling: een bijzondere promotie. Hitoshi, een ex-sumoworstelaar, werkt zich snel omhoog in het bedrijf.
Niet lang na Hitoshi's aankomst in Zuid-Amerika neemt Yabushita ontslag: zijn liefdesaffaires zorgden namelijk voor een mediaschandaal. Hierdoor krijgt Hitoshi een plotse demotie. Hij wordt naar een andere locatie in Zuid-Amerika gestuurd: de stad Escarta in de Santalno republiek, welke zich in politieke chaos bevindt. Elke dag vinden er gevechten plaats tussen de politie en een groep guerrillas. Hitoshi ontdekt dat een nabijgelegen berg een zeldzaam metaal bevat dat belangrijk is om elektronica te vervaardigen: de ontdekking belooft een grote promotie teweeg te brengen. De berg is echter in handen van de guerrillas. Hitoshi probeert een deal te sluiten onder de bijnaam "Gringo".

## Onafgewerkt
Tezuka stierf op 9 februari 1989. Hierdoor bleef Gringo onafgewerkt. De reeks werd tot enkele weken voor zijn dood nog uitgegeven.
Het personage Hitoshi zou gebaseerd zijn op Nobuyuki Wakaoji, een Japanse zakenman die in 1986 werd gekidnapt in de Filipijnen en vier maanden later terug werd vrijgelaten. Toeval wil dat Tezuka en Wakaoji stierven op dezelfde dag.